# 茹尔莱拜尼厄
茹尔莱拜尼厄（法語：Jours-lès-Baigneux，法語發音：[ʒuʁ le bɛɲø]，意为“拜尼厄附近的茹尔”）是法国科多尔省的一个市镇，位于该省中部偏西北，属于蒙巴尔区。

## 地理
茹尔莱拜尼厄（47°37'47"N, 4°35'59"E）面积11.2 平方千米，位于法国勃艮第-弗朗什-孔泰大區科多尔省，该省份为法国中东部省份，北起奥布省，西接涅夫勒省和约讷省，南至索恩-卢瓦尔省，东南接汝拉省，东临上索恩省，东北部与上马恩省接壤。
与茹尔莱拜尼厄接壤的市镇（或旧市镇、城区）包括：马尼朗贝尔、昂皮伊莱博尔德、拜尼厄莱瑞夫、绍姆莱拜尼厄、埃托尔迈。

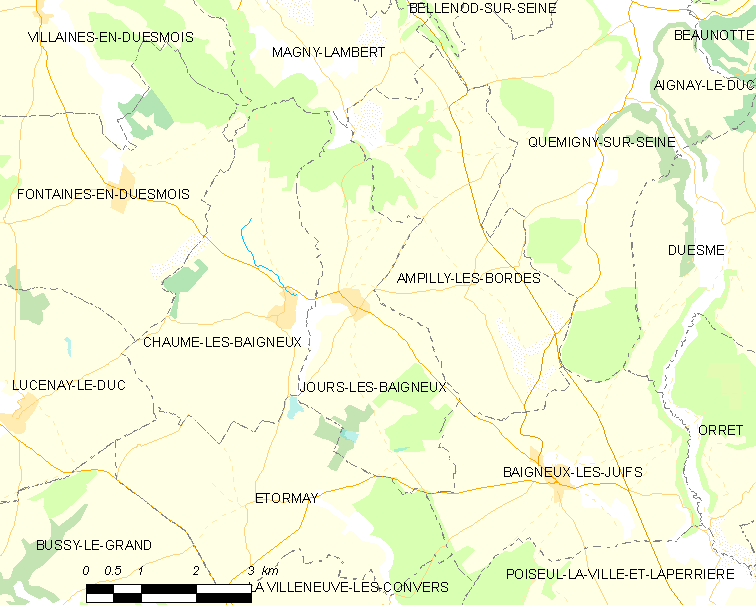
茹尔莱拜尼厄的OSM定位图

茹尔莱拜尼厄的时区为UTC+01:00、UTC+02:00（夏令时）。

## 行政
茹尔莱拜尼厄的邮政编码为21450，INSEE市镇编码为21326。

## 政治
茹尔莱拜尼厄所属的省级选区为塞纳河畔沙蒂永县。

## 人口

1962-2008年间茹尔莱拜尼厄人口变化图示

茹尔莱拜尼厄于2022年1月1日时的人口数量为91人。